# Lingua russa

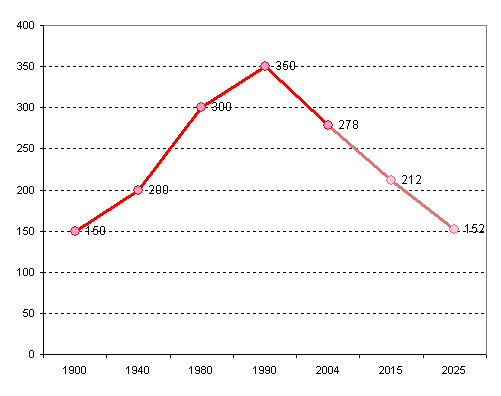
Lingua russa: milioni di parlanti nel XX secolo e nel primo quarto del XXI secolo (stime).

La lingua russa (in cirillico: ру́сский язы́к?, traslitterato: rússkij jazýk [ˈruskʲɪj jɪˈzɨk] ) è una lingua slava orientale parlata in Russia, in vari territori storicamente appartenuti all'Impero russo e in diverse ex Repubbliche Socialiste Sovietiche dell'Unione Sovietica.
Al 2022, è parlata da 258,2 milioni di parlanti totali.

## Distribuzione geografica
Si tratta della lingua madre della maggioranza della popolazione della Russia e di parte della popolazione in quasi tutti i Paesi ex sovietici. Secondo Ethnologue 2021, il russo sarebbe parlato da 153,7 milioni di persone come lingua madre (L1) e da altri 104,3 milioni come seconda lingua (L2). È quindi una delle lingue più parlate al mondo, nonché la lingua slava più diffusa.
La maggior parte dei madrelingua si trova nella Federazione Russa (146 milioni al censimento del 2010). Seguono l'Ucraina (8,3 milioni), il Kazakistan (6,2 milioni), l'Uzbekistan (1,7 milioni), il Kirghizistan (1,4 milioni) e la Bielorussia (1,3 milioni). Nelle altre ex repubbliche sovietiche si trovano complessivamente 3 milioni di locutori L1. La lingua è attestata anche negli Stati Uniti (880 000 locutori) e in Israele (750 000), causa immigrazione.

### Europa

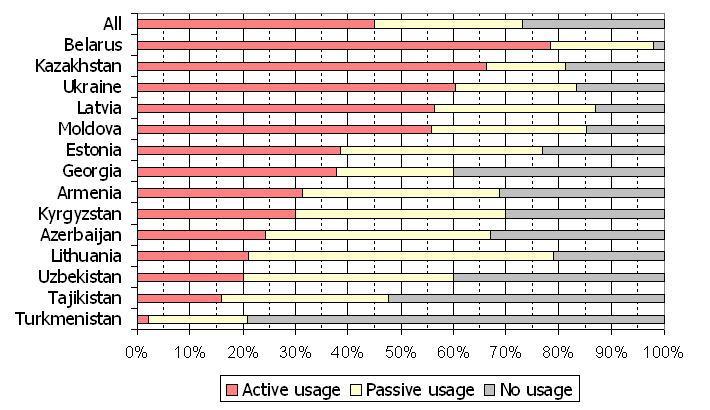
Grafico che mostra quanto il russo era conosciuto nei Paesi dell'ex URSS nel 2004: in rosso la percentuale dei parlanti attivi, in giallo di chi lo comprende, in grigio di chi non lo conosce per nulla

In Bielorussia, secondo la costituzione, il russo è lingua co-ufficiale insieme al bielorusso. Nel 2006 il 77% dei bielorussi parlava fluentemente il russo; di questi, il 67% lo usava come prima lingua in famiglia, al lavoro o con gli amici.
In Estonia il russo è ufficialmente considerato una lingua straniera. Tuttavia, il russo è parlato come prima lingua dal 29,6% della popolazione secondo le stime del 2011 del World Factbook.
In Finlandia il russo è ormai diventato il terzo idioma più diffuso per numero di parlanti madrelingua dopo le due lingue ufficiali - finlandese e svedese - grazie all'immigrazione dalla Federazione Russa e dagli altri Stati post-sovietici. Nel 2020 era la lingua madre di 84 190 persone (l'1,52% della popolazione finlandese). Sebbene il Granducato di Finlandia (comprendente l'attuale territorio della Finlandia allargato da alcuni altri territori ora russi) avesse fatto parte dal 1809 al 6 dicembre 1917 dell'Impero russo, il russo non fu mai lingua ufficiale della Finlandia e solo con il manifesto delle lingue del 1900 venne reso lingua amministrativa del Granducato (nel 1900 c'erano circa 8 000 russi in tutta la Finlandia su una popolazione di 2 692 000 abitanti) e fu lingua co-ufficiale assieme al finlandese e allo svedese solo per il breve periodo compreso tra il 1900 e il 1917 (quando la Finlandia divenne pienamente indipendente dalla Russia). Vi sono, quindi, più madrelingua russi in Finlandia oggi (sia in numero assoluto sia in percentuale alla popolazione) che quando il Paese faceva parte dell'Impero russo.
Nonostante la cospicua minoranza di russofoni in Lettonia (26,9% di russi etnici nel 2011), a partire dal 2000 il russo è ufficialmente considerato una lingua straniera. Secondo la "Legge sulla Lingua ufficiale del 1999", infatti, il lettone è l’unica lingua riconosciuta come ufficiale; tutte le altre vengono considerate lingue minoritarie e straniere, russo compreso, per quanto questo sia la lingua madre di quasi un terzo della popolazione. La legge inoltre favorisce “un incremento di influenza della lingua lettone nell’ambito culturale della Lettonia, che vada a promuovere una più rapida integrazione della società”. Secondo il censimento del 2000, il russo era la lingua madre di 891 451 persone, ovvero il 37,5% della popolazione totale (2 377 383), e la lingua seconda del 43,7% dei residenti.
Nel 2006 il 55% della popolazione parlava fluentemente il russo e il 30,2% lo usava come lingua principale in famiglia, al lavoro o con gli amici.
Il 18 febbraio 2012 si tenne in Lettonia un referendum sugli emendamenti alla costituzione della Lettonia che avrebbero aggiunto il russo come seconda lingua ufficiale del Paese e che avrebbero individuato due lingue di lavoro — lettone e russo — per le istituzioni governative. Il 74,80% dei votanti (821 722 voti su 1 098 593) votò contro l'idea di usare il russo come seconda lingua ufficiale, mentre solo la regione orientale della Letgallia votò a favore del cambiamento.
Anche in Lituania il russo non è lingua ufficiale, nonostante continui a svolgere un ruolo di lingua franca. In contrasto con le altre due Repubbliche baltiche, la Lituania ha una comunità di russofoni relativamente piccola (5,0% nel 2008).
In Moldavia il russo è la lingua utilizzata per la comunicazione inter-etnica secondo una legge del periodo sovietico. Nel 2006 il 50% dei moldavi parlava fluentemente il russo, dei quali il 19% lo usava come prima lingua in famiglia, al lavoro o con gli amici.
Il russo era l'unica lingua ufficiale dell'Impero russo, e lingua franca tra le repubbliche dell'Unione Sovietica, mentre ora è l'unica lingua ufficiale della Federazione Russa. Attualmente, il 97% degli studenti delle scuole pubbliche del Paese vengono educati esclusivamente o quasi esclusivamente in russo, sebbene i russi etnici costituiscano l'80,9% della popolazione. Nel censimento russo del 2010, 138 312 000 persone dichiararono di saper parlare il russo (99,4% di coloro che hanno risposto alle domande sulla lingua e 96,8% della popolazione totale - 142 856 500 persone - del Paese nel 2010), mentre erano 142,6 milioni nel 2002 (99,2% delle risposte e 98,2% della popolazione - 145 166 731 individui - del Paese nel 2002).

Percentuale della popolazione dell'Ucraina di madrelingua russa in base al censimento del 2001.

In Ucraina il russo è la madrelingua più comune nell'est e nel sud del Paese e nella capitale Kiev, nonché la seconda lingua più diffusa del Paese dopo l'ucraino. Il russo viene visto come la lingua della comunicazione interetnica e come una lingua minoritaria secondo la costituzione dell'Ucraina adottata nel 1996. Secondo il censimento del 2001, il russo è la lingua madre del 29,6% degli ucraini (circa 14,3 milioni di persone). In base alle stime di Demoskop Weekly, nel 2004 vi erano 14 400 000 parlanti nativi russi nel Paese e circa 29 milioni di parlanti attivi. Il 65% della popolazione ucraina era fluente in russo nel 2006 e il 38% lo utilizzava come prima lingua in famiglia, con gli amici o al lavoro.
Durante il XX secolo, la lingua russa era la lingua straniera più insegnata nelle scuole dei Paesi membri del Patto di Varsavia e negli altri Stati socialisti alleati dell'URSS, corrispondendo all'inglese per i Paesi occidentali. Secondo un'indagine del 2005 dell'Eurobarometer, continuano ad esserci un numero di fluenti in russo piuttosto alto (20–40%) in alcuni Paesi, in particolar modo in quelli in cui la popolazione parla una lingua slava e pertanto è facilitata nell'imparare e parlare il russo (Polonia, Repubblica Ceca, Slovacchia e Bulgaria). È ancora studiato oggi in molte scuole dei länder dell'ex Germania Est.
Per via dell'emigrazione, esistono anche significanti comunità russofone in Europa occidentale, specialmente in Germania, Regno Unito, Spagna, Portogallo, Francia, Italia, Belgio, Grecia, Norvegia e Austria. Notevole è il caso delle isole Svalbard, arcipelago norvegese, che nel 2012, su una popolazione totale di 2 642 abitanti, contava 439 russi e ucraini (il 16% della popolazione), tutti presunti russofoni. Per un periodo la lingua più parlata sulle Svalbard è stata proprio il russo: durante la guerra fredda i sovietici costituivano i due terzi della popolazione delle isole (il restante terzo era costituito da norvegesi), che ammontava a circa 4 000 persone; a seguito della dissoluzione dell'Unione Sovietica e dell'interruzione dei sussidi, la popolazione russa (e ucraina) si è ridotta, passando da circa 2 500 a 450 persone dal 1990 al 2010.

### Asia

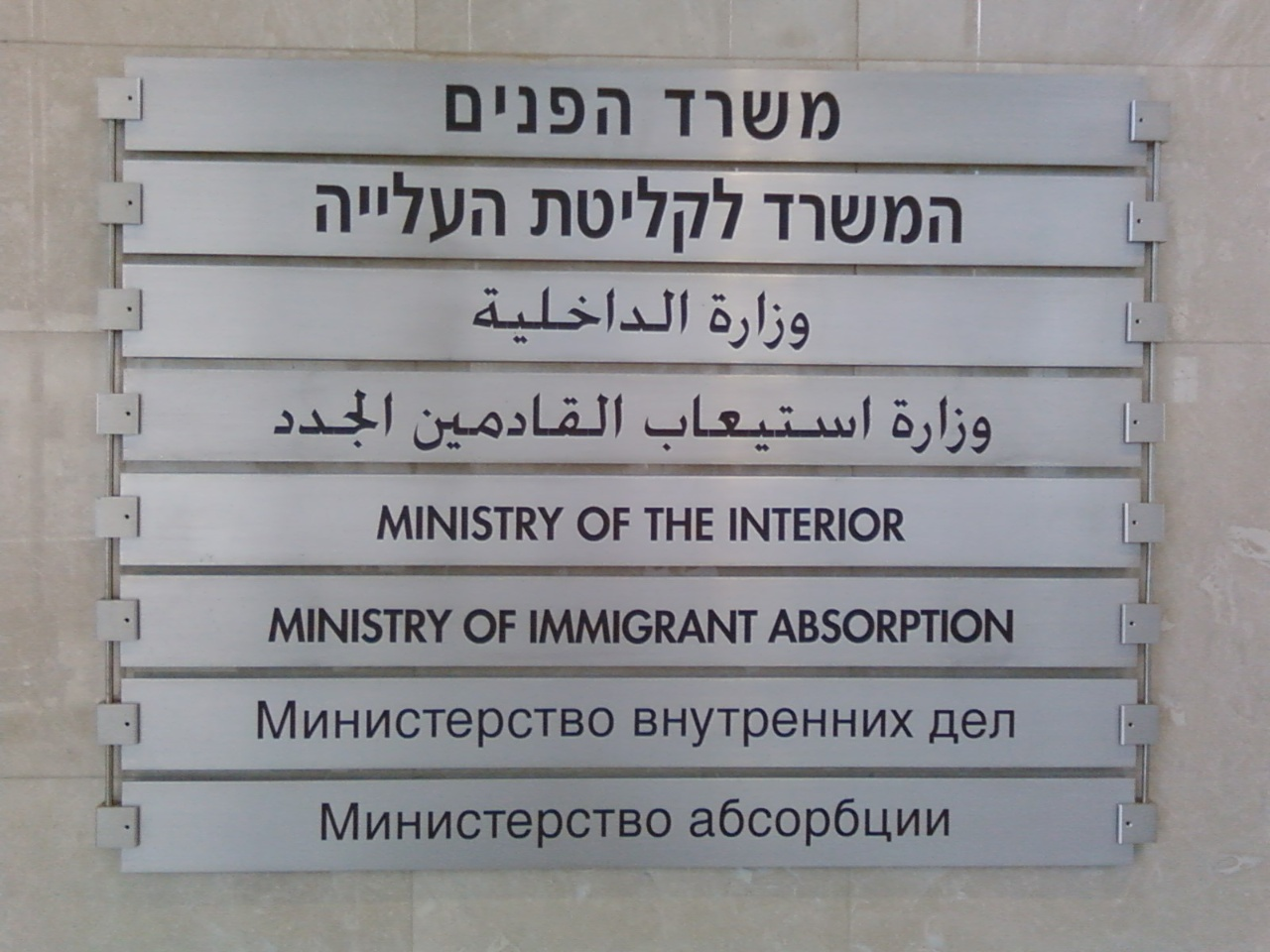
Segnaletica multilingue (in lingua ebraica, araba, inglese e russa) al Ministero dell'interno/Ministero dell'immigrazione a Haifa (Israele).

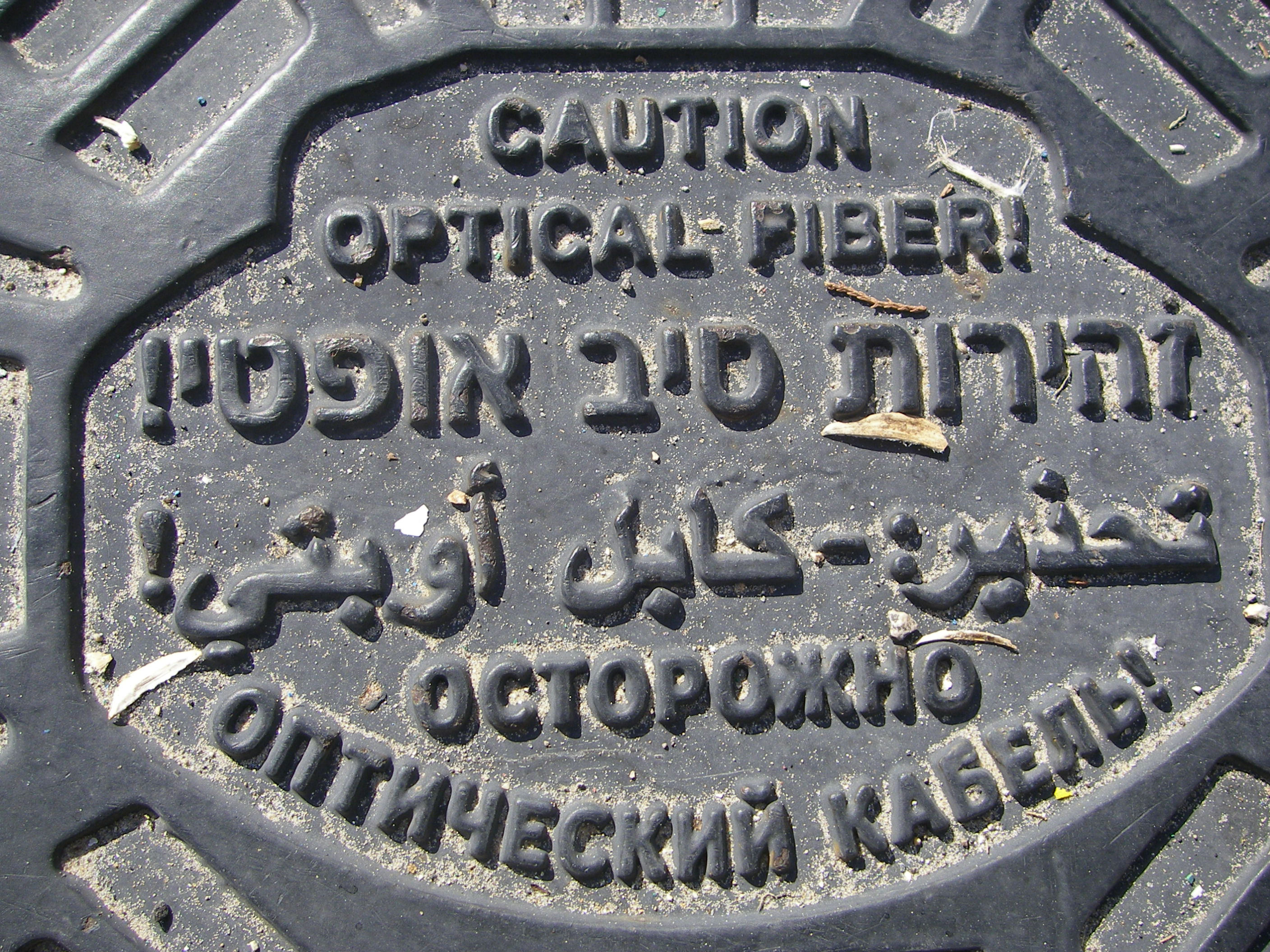
L'avviso multilingue (inglese, ebraico, arabo e russo) sul chiusino della fibra ottica a Tel Aviv.

In Armenia il russo non ha status ufficiale, ma viene riconosciuto come lingua minoritaria in base alla convenzione-quadro per la protezione delle minoranze nazionali. Nel 2006 il 30% della popolazione era fluente in russo e il 2% lo utilizzava come prima lingua in famiglia, con gli amici o al lavoro.
In Azerbaigian il russo non ha status ufficiale, ma è la lingua franca del Paese. Nel 2006 il 26% della popolazione era fluente in russo e il 5% lo utilizzava come prima lingua in contesti colloquiali o lavorativi.
In Cina il russo non gode di nessuno status ufficiale o semi-ufficiale, ma viene parlato da minori comunità russe nella provincia nord-orientale dello Heilongjiang; inoltre, i russi sono uno dei 56 gruppi etnici ufficialmente riconosciuti dalla Repubblica Popolare Cinese.
In Georgia il russo non ha status ufficiale, ma viene riconosciuto come lingua minoritaria in base alla convenzione-quadro per la protezione delle minoranze nazionali. Ethnologue considera il russo come la lingua di lavoro de facto.
In base all'articolo 7 della costituzione del Kazakistan, il russo gode di eguale status al kazaco nell'amministrazione locale e statale. Il russo viene parlato dalla maggioranza dei kazachi ed è usato quotidianamente negli affari, nel governo e nella comunicazione interetnica, sebbene il kazaco lo stia lentamente sostituendo. Il censimento del 2009 riportò che 10 309 500 persone, ovvero l'84,8% della popolazione con almeno 15 anni di età, erano in grado di leggere e scrivere in russo e di capire la lingua parlata.
In Kirghizistan il russo è una lingua ufficiale in base all'articolo 5 della costituzione del Kirghizistan. Dal censimento del 2009 risultarono 482 200 persone che parlavano russo come lingua madre, ovvero l'8,99% della popolazione. Inoltre, 1 854 700 residenti del Kirghizistan di età superiore ai 15 anni parlano fluentemente russo come seconda lingua (il 49,6% della popolazione in quella fascia di età).
In Tagikistan è la lingua della comunicazione interetnica e ne è permesso l'uso nell'amministrazione. Il 28% della popolazione era fluente in russo nel 2006 e il 7% lo utilizzava come prima lingua in famiglia, con gli amici e/o al lavoro. Il World Factbook fa notare che la lingua russa è largamente usata nel governo e negli affari.
In Turkmenistan il russo perse il suo status ufficiale di lingua franca nel 1996. Secondo le stime del World Factbook, il russo è parlato dal 12% della popolazione del Paese.
In Uzbekistan il russo gioca un ruolo importante per la comunicazione interetnica, specialmente nelle città, e viene utilizzato quotidianamente soprattutto in ambito scientifico, tecnico, governativo e negli affari, essendo la lingua franca del Paese e la lingua utilizzata dall'élite. È la prima lingua del 14,2% della popolazione e viene parlata come lingua seconda da molti altri; nel 2003 oltre la metà della popolazione uzbeka era in grado di capire e parlare il russo. Tuttavia, l'uso del russo nelle aree rurali del Paese è sempre stato limitato e attualmente la maggioranza degli studenti non ha dimestichezza con la lingua russa nemmeno nelle città. Ad ogni modo, i nuovi intensi rapporti politici tra Federazione russa e Uzbekistan hanno posto fine all'ostacolamento governativo della lingua russa.
Nel 2005 il russo era la lingua straniera più studiata in Mongolia, ed è stata introdotta come seconda lingua straniera obbligatoria a partire dal 7º anno in poi.
La lingua russa viene parlata anche in Israele: grazie a una massiccia immigrazione proveniente dall'Unione Sovietica, il russo viene parlato come lingua madre da una grossa fetta degli israeliani, che raggiunse addirittura il 20% della popolazione totale del Paese nel 1989. Nel 2017 c'erano circa 1,5 milioni di israeliani russofoni su un totale di 8 700 000 abitanti (17,25% della popolazione). La stampa e i siti web israeliani pubblicano regolarmente materiale in lingua russa.
Il russo è parlato come seconda lingua anche da una minoranza della popolazione in Afghanistan.

## Lingua ufficiale
Il russo è lingua ufficiale in quattro stati: Bielorussia,
Kazakistan,
Kirghizistan e Russia. È lingua ufficiale anche in Gagauzia, entità territoriale autonoma della Moldavia.
È inoltre una delle lingue ufficiali dell'Organizzazione delle Nazioni Unite e della Stazione spaziale internazionale.

## Dialetti e lingue derivate
1. dialetto di Arcangelo
     2. dialetto di Olonec
     3. dialetto di Velikij Novgorod
     4. dialetto di Vjatka
     5. dialetto di Vladimir
     6. dialetto di Mosca
     7. dialetto di Tver'
     8. dialetto di Orël (o del Don)
     9. dialetto di Rjazan'
     10. dialetto di Tula
     11. dialetto di Smolensk
     12. Dialetti russi settentrionali influenzati dal bielorusso
     13. Dialetti Sloboda e della Steppa (dialetti dell'ucraino)
     14. Dialetto della Steppa ucraino influenzato dal russo

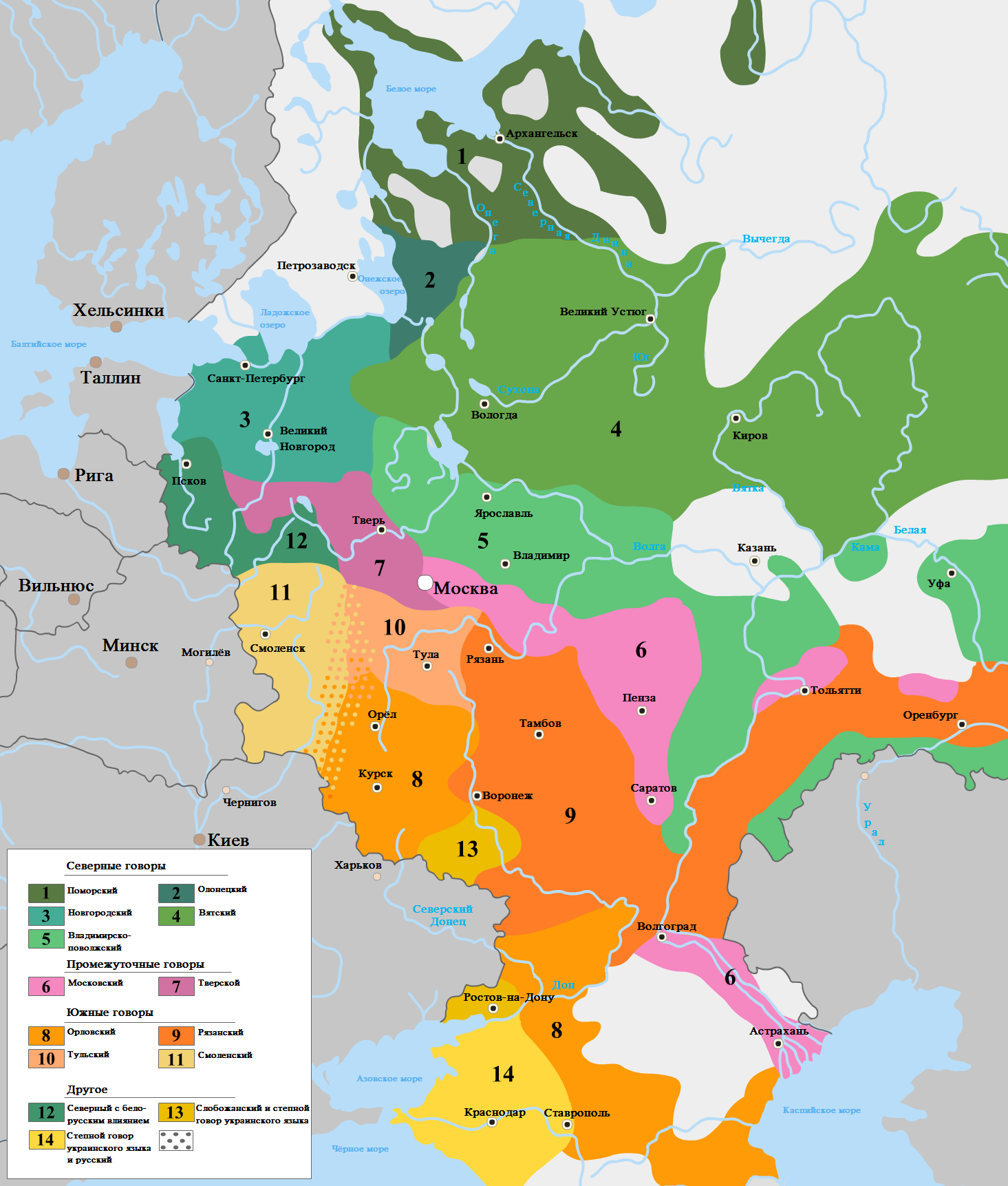
Dialetti russi nel 1915
Dialetti settentrionali
1. dialetto di Arcangelo
2. dialetto di Olonec
3. dialetto di Velikij Novgorod
4. dialetto di Vjatka
5. dialetto di Vladimir
Dialetti centrali
6. dialetto di Mosca
7. dialetto di Tver'
Dialetti meridionali
8. dialetto di Orël (o del Don)
9. dialetto di Rjazan'
10. dialetto di Tula
11. dialetto di Smolensk
Altro
12. Dialetti russi settentrionali influenzati dal bielorusso
13. Dialetti Sloboda e della Steppa (dialetti dell'ucraino)
14. Dialetto della Steppa ucraino influenzato dal russo

Nonostante il generale livellamento del XX secolo, specialmente nel vocabolario, esistono ancora in Russia svariati dialetti. Alcuni linguisti dividono i dialetti della lingua russa in due raggruppamenti principali a base regionale, i settentrionali e i meridionali, con Mosca in mezzo alla zona di transizione tra i due gruppi. Altri dividono la lingua in tre gruppi, i dialetti settentrionali, centrali e meridionali, con Mosca nella regione centrale. Esistono poi raggruppamenti su scala più piccola.
I dialetti mostrano spesso caratteristiche distinte e non standardizzate di pronuncia e di intonazione, di vocabolario e di grammatica. Alcune di queste sono resti di fasi più antiche della lingua, cadute in disuso nella lingua standard. Nei dialetti settentrionali e quelli parlati lungo il fiume Volga viene tipicamente pronunciata in modo chiaro la o atona come /o/ (okan'e, fenomeno contrapposto alla akan'e); a est di Mosca, specialmente nella regione di Rjazan', la /e/ atona che segue una consonante palatalizzata viene pronunciata come /a/ (ekan'e, fenomeno contrapposto alla ikan'e); molti dialetti meridionali palatalizzano la /t/ delle forme verbali di terza persona e spirantizzano la /ɡ/ in [h].
Ad ogni modo, in alcune aree a sud di Mosca, ad esempio intorno a Tula, la /ɡ/ viene pronunciata come a Mosca e nei dialetti settentrionali a meno che preceda una occlusiva sorda o il silenzio. In questa posizione /ɡ/ viene spirantizzata e desonorizzata in [x], come in друг [drux] (nel dialetto moscovita seguono questa regola solo Бог [box], лёгкий [ˈlʲøxʲkʲɪj] e мягкий [ˈmʲæxʲkʲɪj] e i loro derivati). Si noti che alcune di queste caratteristiche (ad esempio, la /ɡ/ spirantizzata in [h] e la /t/ palatale finale alle forme verbali di terza persona) sono presenti anche nell'ucraino moderno, il che indica un continuum linguistico o, quantomeno, una forte influenza dell'una sull'altra e viceversa.
La città di Novgorod ha storicamente mostrato una caratteristica chiamata čokan'e/cokan'e, in cui /tʆ/ e /ʦ/ venivano confuse (si pensa che ciò sia dovuto all'influenza delle lingue ugro-finniche, che non distinguono questi suoni); così, цапля è stato trovato anche come чапля. Inoltre, la seconda palatalizzazione delle velari non ha avuto luogo nel dialetto novgorodiano, di modo che la ě², o jat (Ѣ) (dal dittongo protoslavo *-aj-), non forza /k, ɡ, x/ a cambiare in /ʦ, ʣ, s/; mentre nel russo standard si trova цепь, nei testi storici novgorodiani si trova кепь.
Uno dei primi ad occuparsi dei dialetti russi fu, nel XVIII secolo, il linguista Michail Lomonosov. Nel XIX secolo Vladimir Dal' compilò il primo dizionario che includeva un vocabolario dialettale. Una mappatura dettagliata dei dialetti del russo ebbe inizio solo alla fine del secolo. Ad oggi il monumentale Atlante dialettologico della lingua russa (Диалектологический атлас русского языка) è l'opera più completa, pubblicata in tre volumi tra il 1986-1989 dopo quarant'anni di lavoro preparatorio.
La lingua standard si basa sul dialetto di Mosca, ma non è esattamente identica ad esso.

## Classificazione
Secondo Ethnologue, la classificazione della lingua russa è la seguente:
- Lingue indoeuropee
  - Lingue slave
    - Lingue slave orientali
      - Lingua russa

## Storia
L'alfabeto russo è conosciuto come cirillico in nome di San Cirillo, che, a metà del IX secolo, elaborò la scrittoria insieme al fratello Metodio. Il russo deriva dal protoslavo, lingua originaria dei popoli slavi. La fase primaria e media della lingua russa risente dell'influsso dell'antico slavo ecclesiastico, lingua comune (koinè) creata dai monaci santificati Cirillo e Metodio per evangelizzare i popoli slavi. Questa lingua (chiamata anche paleoslavo o antico bulgaro) apparteneva al sottogruppo delle lingue slave meridionali e, ciononostante, influenzò molto la lingua russa, che ne assorbì il sistema di scrittura, l'alfabeto cirillico, derivato dall'antico alfabeto glagolitico.
Nell'antica Rus' di Kiev e, in seguito, nella Moscovia, era presente una situazione di diglossia, almeno nelle classi media e alta; venivano utilizzate due lingue, l'antico russo e l'antico slavo ecclesiastico, la suddetta lingua che il principe Vladimir il Grande adottò per l'uso religioso nel momento in cui adottò ufficialmente il cristianesimo ortodosso nel 988. Anche se non è chiaro se esistesse già un sistema di scrittura, è verosimile ritenere che la stragrande maggioranza, se non la totalità, della Rus' fosse analfabeta e perciò adottò automaticamente l'alfabeto in cui già venivano scritti i testi liturgici.
Le due lingue non avevano campi di sovrapposizione, dato che l'antico slavo ecclesiastico veniva utilizzato per il campo religioso, politico e culturale, mentre l'antico russo era la lingua comune di un popolo ancora analfabeta e non veniva mai usata in forma scritta. In seguito, la situazione cominciò a mutare e lo slavo ecclesiastico scritto risentì dell'influenza della lingua parlata comunemente. Tale influenza si rese evidente già nel XVI secolo nella corrispondenza epistolare di Ivan IV di Russia, in cui lo stile alto normalmente richiesto dalla lingua di scrittura si mescolava a termini della lingua popolare.
Lentamente la diglossia cedette il passo al bilinguismo. L'antico slavo, lingua di cultura, rimaneva immutata nel tempo, mentre il russo si evolveva naturalmente. In questo periodo il russo scritto, di cui si trovano pochissime opere (ad esempio, il Canto della schiera di Igor'), iniziò ad affermarsi sempre di più. Verso la metà del XVII secolo venne pubblicata la Vita dell'arciprete Avvakum, scritta da lui stesso, in cui l'autore raccontava la propria vita scrivendo unicamente in russo, intendendo rivolgersi alla gente comune in modo che il suo scritto risultasse una predica comprensibile a tutti.
Il russo scritto non aveva una codificazione, ovvero ogni autore scriveva come meglio riteneva, mentre lo slavo ecclesiastico si atteneva all'antica codificazione tradizionale, che non rispecchiava più ormai la pronuncia reale. Dal russo erano sparite le vocali nasali (ѧ, ѫ) e alcune lettere venivano ormai pronunciate uguali ad altre lettere (ѡ, ѵ, ѳ, ѯ, ҁ, ѣ).
La prima riforma che riguardasse la lingua russa ebbe luogo sotto il governo di Pietro il Grande, che, influenzato dalla cultura dell'Europa occidentale, si rese conto della necessità di una lingua scritta che corrispondesse alla realtà della lingua parlata, almeno dalla classe alta.
Incaricò una commissione di studiare una riforma nazionale dell'alfabeto e quest'ultima varò la scrittura civile (гражданский шрифт, graždanskij šrift), rimuovendo quasi tutte le lettere ritenute inutili e regolarizzando l'ortografia della lingua russa. Pietro I fece aprire inoltre le prime stamperie regolari, sottraendo al clero il privilegio della stesura di libri e svincolando quindi la letteratura dall'ambito religioso; fu in questo periodo che nacque il primo quotidiano, scritto in russo, Notizie (Вѣдомости, Vedomosti). Vennero inoltre tradotti in russo molti testi stranieri.
Lo slavo ecclesiastico restrinse pian piano il proprio ambito unicamente alla sfera religiosa. Inoltre, nello stesso periodo si diffuse il modo di scrivere corsivo, unicamente per il russo, che contribuì notevolmente alla diffusione e alla nobilitazione della lingua russa.
L'ultimo grande “svecchiamento” del russo moderno che lo avvicinò a quello contemporaneo avvenne dopo la Rivoluzione d'ottobre. Con la riforma del 1918 l'ortografia venne semplificata: dapprima le parole che terminavano in consonante non palatalizzata dovevano posporre un segno preciso che lo indicasse, il твёрдый знак (tvërdyj znak, "segno forte") “ъ”, che perse questa funzione e rimane oggi solo all'interno di poche parole. Inoltre, l'alfabeto cirillico dapprima usato possedeva per esprimere il fonema i anche la stessa lettera dell'alfabeto latino, che fu rimpiazzata estendendo l'uso della più moderna e più “russa” “и”; in maniera simile si abolì la “Ѣ” (jat), generalizzando la “е”.
Sul finire degli anni venti fu proposto l'uso dell'alfabeto latino al posto del cirillico, ma l'opposizione di Stalin bloccò il progetto.
La vittoria dell'Unione Sovietica nella seconda guerra mondiale, nonché il suo ruolo primario nella guerra fredda, fecero del russo una lingua ad alto livello internazionale.
Per via della grande influenza politica che aveva l'Unione Sovietica, il russo è una delle lingue ufficiali dell'Organizzazione delle Nazioni Unite e fino alla sua dissoluzione era ampiamente studiato e conosciuto in tutti i Paesi del Patto di Varsavia, dove veniva insegnato come lingua straniera principale. Con la dissoluzione dell'Unione Sovietica, tutte le lingue slave sono state sottoposte a un processo opposto di de-russificazione, anglicizzazione e germanizzazione teso a far apparire sempre più il russo come una "lingua di regime" agli occhi dei popoli dell'Europa Orientale.
Il russo è una delle lingue ufficiali dell'Organizzazione Internazionale dell'Aviazione Civile e rimane la lingua principale della tecnica e delle arti in tutta l'area dell'ex-URSS.
| Anno | popolazione mondiale, milioni | popolazione Impero russo/Unione Sovietica/Federazione russa, milioni | percentuale della popolazione mondiale | numero totale di russofoni, milioni | percentuale della popolazione mondiale% |
| ---- | ----------------------------- | -------------------------------------------------------------------- | -------------------------------------- | ----------------------------------- | --------------------------------------- |
| 1900 | 1 650                         | 138,0                                                                | 8,4%                                   | 105                                 | 6,4%                                    |
| 1914 | 1 782                         | 182,2                                                                | 10,2%                                  | 140                                 | 7,9%                                    |
| 1940 | 2 342                         | 205,0                                                                | 8,8%                                   | 200                                 | 7,6%                                    |
| 1980 | 4 434                         | 265,0                                                                | 6,0%                                   | 280                                 | 6,3%                                    |
| 1990 | 5 263                         | 286,0                                                                | 5,4%                                   | 312                                 | 5,9%                                    |
| 2004 | 6 400                         | 146,0                                                                | 2,3%                                   | 278                                 | 4,3%                                    |
| 2010 | 6 820                         | 142,7                                                                | 2,1%                                   | 260                                 | 3,8%                                    |
| 2020 | 7 794                         | 143,7                                                                | 1,8%                                   | 256                                 | 3,3%                                    |

## Fonologia
In quanto appartenente al gruppo slavo orientale, il russo possiede tutte le caratteristiche fonetiche, morfologiche e sintattiche delle lingue slave, più alcune peculiarità del gruppo orientale. Una di queste è, nelle radici antico-slave, la forzata intromissione di vocali tra due o più consonanti in modo da far comparire il meno possibile due consonanti appaiate: golova “testa” in russo vs. glava “testa” in bulgaro. Il fenomeno, denominato pleofonia (полногласие, polnoglasie), sorto nel XV secolo, ha però subìto vari ridimensionamenti nel tempo, né risulta oggigiorno infrequente riscontrare la presenza di parole russe in cui si è conservata la radice antico-slava accanto ad altre parole con radice che ha subìto pleofonia (es. volosy/vlasy, "capelli").

### Introduzione generale senza alfabeto cirillico

#### Vocali
Il russo, come la quasi totalità delle lingue slave, possiede uno scarno sistema di vocali (solo 6), tra cui spicca però la “ы”, trascritta foneticamente come /ɨ/, e traslitterata in italiano come y poiché non esiste nella lingua italiana e generalmente è di difficile pronuncia al di fuori del mondo slavo; si può pronunciare sistemando lingua e bocca per dire una “i”, e spostando la lingua leggermente indietro lasciandola nella parte alta della cavità orale.
|                 | Anteriori             |                       | Centrali              |                       | Posteriori            |
| Alte            | \| i ɨ u ɛ ʌ • ɔ a \| | \| i ɨ u ɛ ʌ • ɔ a \| | \| i ɨ u ɛ ʌ • ɔ a \| | \| i ɨ u ɛ ʌ • ɔ a \| | \| i ɨ u ɛ ʌ • ɔ a \| |
|                 | \| i ɨ u ɛ ʌ • ɔ a \| | \| i ɨ u ɛ ʌ • ɔ a \| | \| i ɨ u ɛ ʌ • ɔ a \| | \| i ɨ u ɛ ʌ • ɔ a \| | \| i ɨ u ɛ ʌ • ɔ a \| |
|                 | \| i ɨ u ɛ ʌ • ɔ a \| | \| i ɨ u ɛ ʌ • ɔ a \| | \| i ɨ u ɛ ʌ • ɔ a \| | \| i ɨ u ɛ ʌ • ɔ a \| | \| i ɨ u ɛ ʌ • ɔ a \| |
|                 | \| i ɨ u ɛ ʌ • ɔ a \| | \| i ɨ u ɛ ʌ • ɔ a \| | \| i ɨ u ɛ ʌ • ɔ a \| | \| i ɨ u ɛ ʌ • ɔ a \| | \| i ɨ u ɛ ʌ • ɔ a \| |
| Medio-basse     | \| i ɨ u ɛ ʌ • ɔ a \| | \| i ɨ u ɛ ʌ • ɔ a \| | \| i ɨ u ɛ ʌ • ɔ a \| | \| i ɨ u ɛ ʌ • ɔ a \| | \| i ɨ u ɛ ʌ • ɔ a \| |
|                 | \| i ɨ u ɛ ʌ • ɔ a \| | \| i ɨ u ɛ ʌ • ɔ a \| | \| i ɨ u ɛ ʌ • ɔ a \| | \| i ɨ u ɛ ʌ • ɔ a \| | \| i ɨ u ɛ ʌ • ɔ a \| |
| Basse           | \| i ɨ u ɛ ʌ • ɔ a \| | \| i ɨ u ɛ ʌ • ɔ a \| | \| i ɨ u ɛ ʌ • ɔ a \| | \| i ɨ u ɛ ʌ • ɔ a \| | \| i ɨ u ɛ ʌ • ɔ a \| |
| i ɨ u ɛ ʌ • ɔ a |                       |                       |                       |                       |                       |

#### Consonanti
Il sistema consonantico è invece molto ricco, poiché quasi ogni consonante esiste in coppia con una compagna “palatalizzata”. La palatalizzazione è un fenomeno tipico delle lingue slave, ma accade in tutte le lingue del mondo: una consonante può essere palatalizzata alzando la lingua verso il palato mentre la si pronuncia, ottenendo così la versione palatalizzata (ossia addolcita) di quella consonante. Generalmente nei gruppi germanico e neolatino non riveste un ruolo importante: si pensi che in italiano esistono solamente due consonanti palatali, trascritti nell'ortografia mediante i nessi <gn> e <gl>. In russo è un segno distintivo: brat “fratello” vs. brat’ “prendere” (in traslitterazione l'apostrofo indica la palatalizzazione della consonante precedente, indicata nell'ortografia russa dal mjagkij znak “ь”; sono palatalizzate anche le consonanti seguite dalle vocali e, ë, i, ju, ja).
|               | Bibiali   | Labio- dentali | Dentali   | Alveolari | Post- alveolari | Palatali | Velari    |
| ------------- | --------- | -------------- | --------- | --------- | --------------- | -------- | --------- |
| Occlusive     | p b pʲ bʲ |                | t d tʲ dʲ | t d tʲ dʲ | t d tʲ dʲ       |          | k ɡ kʲ ɡʲ |
| Fricative     |           | f v fʲ vʲ      |           | s z sʲ zʲ | ʃ ʒ ʆ ʓ         |          | xxʲ       |
| Affricate     |           |                | ʦ tʆ      | ʦ tʆ      | ʦ tʆ            |          |           |
| Nasali        | m mʲ      |                | n nʲ      | n nʲ      | n nʲ            |          |           |
| Vibranti      |           |                | ɾ r ɾʲ rʲ | ɾ r ɾʲ rʲ | ɾ r ɾʲ rʲ       |          |           |
| Laterali      |           |                | ɫ lʲ      | ɫ lʲ      | ɫ lʲ            |          |           |
| Approssimanti |           |                |           |           |                 | j        |           |

(Quasi ogni consonante possiede una controparte palatalizzata, segnata al di sotto di essa, marcata con una piccola ʲ)

#### Riduzione
Un fenomeno tipico che riguarda le vocali è la riduzione: quando su una vocale cade l'accento questa si pronuncia chiaramente e come l'alfabeto richiede; se sulla vocale non cade l'accento la sua pronuncia cambia. La “о” subisce una grande riduzione e la sua pronuncia finisce per coincidere con quella della “а”: entrambe le vocali si pronunceranno come [ʌ] nella sillaba precedente a quella tonica, riducendosi ulteriormente a una sorta di [ə] nelle altre sillabe atone: la parola свобода “libertà”, viene traslitterata svobóda ma va letta “svabóda” [svʌˈboːdʌ]. La “е” non accentata coincide con una “и” (i), e verranno entrambe pronunciate [ɪ]; una riduzione simile avviene anche per la “я” (ja) che si pronuncerà [(j)ɪ] prima e [(j)ə] dopo la sillaba tonica.

### Sistema di scrittura
Questo è l'alfabeto oggi in uso nella Federazione Russa (le altre lingue che ricorrono all'alfabeto cirillico, come il macedone, il serbo o il bulgaro, possiedono alcuni caratteri differenti oppure modificati per trascrivere suoni estranei alle lingue slave, come ad esempio per le lingue turche della ex-Unione Sovietica).
Si offre nella tabella sottostante la pronuncia puntuale in russo con trascrizione IPA, romanizzazioni, spiegazioni, alcune annotazioni filologiche sull'origine delle lettere in alfabeto cirillico moderno e alcune informazioni extra sulla pronuncia in russo moderno standard.
| Caratteri +corsivo | Derivazione dal greco o glagolitico                | Traslitteraz. ISO 9:1968 (+extra) | Trascriz. IPA | Spiegazioni |
| ------------------ | -------------------------------------------------- | --------------------------------- | ------------- | --- |
| А а; А а           | Α                                                  | A                                 | /a/           | È una "a" di albero. Se non è accentata, si riduce in una vocale neutra schwa /ə/ o in /ʌ/ o in /ɐ/. La vocale neutra schwa /ə/ si ricava immaginando di declamare le consonanti dell'alfabeto ("a, bi, ci, di, e, effe, gi...") senza pronunciare il nome per intero ("a, b, c, d, e, f, g..."). Di solito è comoda da pronunciare. La /ʌ/ è invece la pronuncia di San Pietroburgo ed è una "o" di occhio aperta e senza tenere le labbra arrotondate. La /ɐ/ è la pronuncia di Mosca ed è una "a" di albero ma chiusa. Lo stesso suono è presente nel finale -ão in portoghese brasiliano e lusitano/europeo, basta toglierle la nasalizzazione. Si trova pure nella "a" breve in dialetto cantonese. |
| Б б; Б б           | β (versione di Thera)                              | B                                 | /b/           | È una "b" di balena, consonante sonora. Una consonante si dice sonora se il palmo della mano intorno alla gola sente le vibrazioni delle corde vocali quando si pronuncia. Si paragonino "ffff" e "sssss" con "mmm" e "vvvv". |
| В в; В в           | Β                                                  | V                                 | /v/           | È una "v" di vela, consonante sonora. |
| Г г; Г г           | Γ                                                  | G                                 | /ɡ/           | È una "g" di gatto che non si palatalizza mai, come invece avviene in italiano, portoghese, francese, catalano e romeno. Diventa "v" di vela nelle desinenze "-егo" e "-огo" |
| Д д; Д д           | Δ                                                  | D                                 | /d/           | È una "d" di dente, consonante sonora. |
| Е е; Е е           | Ε                                                  | E (ye)                            | /je/          | È una "ie" di iena, dittongo con vocale chiusa. Se non accentata, si riduce in /ɪ/, cioè una "i" di piccolo aperta. |
| Ё ё; Ё ё           | Ε                                                  | Ё (yo)                            | /jo/          | È una "io" di sciolto, dittongo con vocale chiusa. La lettera è stata coniata dopo E, che si modifica con l'umlaut/dieresi/tréma. |
| Ж ж; Ж ж           | Ⰶ (glagolitico)                                    | Ž (zh)                            | /ʐ/           | È una "sci" di scienza che viene resa sonora (sonorizzazione) e in più viene pronunciata con la punta della lingua piegata all'indietro come nella "r" inglese (e.g. crime). Questa tipologia di consonanti, presenti anche in cinese moderno, si dicono retroflesse/cacuminali. La lettera in glagolitico deriva forse dal segno della Costellazione dei Pesci, ♓︎, cioè due pesci affiancati. |
| З з; З з           | Ζ                                                  | Z                                 | /z/           | È una "s" di smettila e di rosa in italiano standard, consonante sonora. Questo suono è presente pure in portoghese, francese, romeno e dialetto shanghainese. |
| И и; И и           | Η                                                  | I                                 | /i/           | È una "i" di piccolo. Due lettere in disuso che indicavano lo stesso suono sono Ѵ, ѵ dal greco Υ/υ e І, і dal greco Ι. Quest'ultima era dunque identica all'alfabeto latino. Se non accentata, si apre leggermente in una /ɪ/. |
| Й й; Й й           | Η                                                  | J                                 | /j/           | È una "i" di sedia, semivocalica. La lettera è stata coniata in seguito con una modifica di H |
| К к; К к           | Κ                                                  | K                                 | /k/           | È una "c" di cane/"k" di koala, consonante sorda. |
| Л л; Л л           | Λ                                                  | L                                 | /ɫ/           | È una "l" di leva, consonante sonora. Il tildo in IPA indica però che è la L scura, contrapposta alla L chiara: la L scura si trova tipicamente in inglese (e.g. "milk"), portoghese e catalano ed è molto enfatica siccome ha il dorso della lingua sollevato. Un'antica variante di questo suono era quasi identica alla lamba in greco, che è Λ, λ. |
| М м; М м           | Μ                                                  | M                                 | /m/           | È una "m" di mano, consonante sonora. |
| Н н; Н н           | Ν                                                  | N                                 | /n/           | È una "n" di nave, consonante sonora. La /n/, se compare prima del suono retroflesso /ʐ/, straordinariamente non si retroflette. Di contro, sia /m/ che /n/ si assimilano di fronte alla /f/ (vedi avanti) come nell'italiano anfora: entrambe le consonanti nasali mutano in /ɱ/ labiodentale, pronunciata cioè con gli incisivi dell'arcata dentaria superiore a contatto con il labbro inferiore (e.g. комфорт comfort; нимфа ninfa; амфетамин amfetamine). L'assimilazione e accomodamento della nasale avviene pure se /n/ è seguita da /k/ e /g/ in prestiti: si assimila in /ŋ/ come nell'italiano panca e fango e si pronuncia con il dorso della lingua a contatto con la zona tondeggiante del palato (e.g. вашингтон Washington; бангладеш Bangladesh; маркетинг marketing; инстинкт istinto). I cluster con /n/ seguita da /b/ compaiono in prestiti per imitare l'ortografia originale (e.g. эдинбург Edinburgh; канберра Canberra), mentre la combinazione seguita da /p/ è rarissima (e.g. аванпост avamposto/outpost). Ebbene, in queste combinazioni si assimila in /m/. |
| О о; О о           | Ο                                                  | O                                 | /o/           | È una "o" di occhio, vocale chiusa e arrotondata/procheila. Una vocale si dice arrotondata se viene pronunciata con le labbra arrotondate fino a formare un cerchiolino. Se non arrotondata, si riduce anch'essa nella vocale neutra schwa /ə/ o in /ʌ/. Un'antica lettera che anticamente aveva questo suono è Ѡ ѡ, dal greco ω omicron. Questa vocale si trova nel dittongo /jo/ spiegato in precedenza. |
| П п; П п           | Π                                                  | P                                 | /p/           | È una "p" di palla, consonante sorda. Se si piega la parte in basso diventa /ɫ/. |
| Р р; Р р           | Ρ                                                  | R                                 | /r/; -/ɾ/-    | È una "r" di rana, consonante sonora. Se intervocalica, da polivibrante diventa monovibrante come nell'italiano arare o nell'inglese statunitense city, better. |
| С с; С с           | Ϲ                                                  | S                                 | /s/           | È una "s" di senza, consonante sorda. |
| Т т; Т т           | Τ                                                  | T                                 | /t/           | È una "t" di tavolo, consonante sorda. |
| У у; У у           | Υ                                                  | U                                 | /u/           | È una "u" di unico, vocale arrotondata. Se non accentata, resta arrotondata ma si apre leggermente in una /ʊ/. |
| Ф ф; Ф ф           | Φ                                                  | F                                 | /f/           | È una "f" di farfalla, consonante sorda. Un'antica lettera usata per scrivere lo stesso suono è Ѳ, ѳ dal greco Θ, θ. |
| Х х; Х х           | Χ                                                  | CH (kh)                           | /x/           | È una "c" di cane pronunciata senza contatto tra organi. |
| Ц ц; Ц ц           | Ⱌ (glagolitico)                                    | C (ts)                            | /t͡s/          | È una "z" di zappa, pronunciata sorda. La lettera in glagolitico, avente lo stesso suono, deriva dalla forma finale della tsade in ebraico: ץ. |
| Ч ч; Ч ч           | Ⱍ (glagolitico)                                    | Č (ch)                            | /t͡ɕ/          | È una "ci" di ciao, consonante sorda. In più, è fortemente palatalizzata, cioè si pronuncia con la lingua già in posizione di "gn" di gnomo. La lettera è più tondeggiante e slanciata rispetto a Ц. Deriva forse dalla tsade in ebraico: צ. |
| Ш ш; Ш ш           | Ⱎ (glagolitico)                                    | Š (sh)                            | /ʂ/           | È una "sci" di scienza, consonante sorda e in più retroflessa. La lettera in glagolitico, in cui non era retroflessa, deriva dalla shin in ebraico: ש. |
| Щ щ; Щ щ           | Ⱋ (glagolitico)                                    | ŠČ (sch)                          | /ɕː/          | È una "sci" di ascia, pronunciata tensificata/geminata/raddoppiata come in italiano e in più palatalizzata. Deriva da un'antica /ʃt͡ʃ/, cioè un cluster consonantico a due membri formato da una comune "sci" di scienza con accanto una "ci" di ciao. Ш non ha il dentino in basso. La lettera Ⱋ in glagolitico (indicava il cluster /ʃt/) deriva da una modifica di Ⱅ /t/, forse una modifica del greco τ. |
| Ъ ъ; Ъ ъ           | Ⱏ (glagolitico)                                    | "                                 | - - -         | È un segnale ortografico detto "segno forte" (in cima alla lettera c'è uno spuntone assente in Ь). Lo spuntone indica l'assenza di palatalizzazione della consonante che lo precede. La lettera in glagolitico deriva forse da una modifica di Ⱁ, dall'origine sconosciuta. Ⱏ in glagolitico indicava la vocale /ɯ/, cioè una "u" di unico non arrotondata (cioè pronunciata con le labbra rilassate). |
| Ы ы; Ы ы           | Ы < Ꙑ < [Ъ+І]                                      | Y                                 | [ɨ]           | È una "i" di piccolo, ma non è una vocale anteriore alta, ma è centrale, cioè con tutta la lingua sollevata e posizionata al centro del palato, più indietro rispetto a /i/. Si può approssimare il suono immaginando di pronunciare una "i" con una penna in mezzo ai denti, come un cane che tiene un osso tra le fauci. |
| Ь ь; Ь ь           | Ⱐ (glagolitico)                                    | '                                 | -/ ʲ/         | È un segnale ortografico detto "segno debole", e palatalizza la consonante che la precede (la palatalizzazione avviene per mancanza dello spuntone). Per la palatalizzazione, vedi sotto la tabella. In glagolitico trascriveva la vocale neutra schwa /ə/. |
| Э э; Э э           | ϡ (sampi) o ebraico ה                              | Ė, è                              | /ɛ/           | È una "é" di perché, vocale aperta come in italiano (ma se la sillaba è chiusa si chiude in /e/). Se non accentata, si riduce in una /ɪ/ aperta. Un'altra lettera antica che trascriveva lo stesso suono, /e/, è Ѣ, ѣ dal glagolitico Ⱑ (dal greco A). |
| Ю ю; Ю ю           | І + ОУ, con caduta di У (ОУ /u/ è O + Y dal greco) | JU (yu)                           | /ju/          | È una "iu" di iuta, dittongo con vocale arrotondata chiusa. Una stessa lettera che indicava lo stesso suono è Ѫ, ѫ dal glagolitico Ⱘ [Ⰵ /ɛ/ + Ⱔ /ɛ̃/], a cui si aggiunge Ѭ, ѭ come legatura [І + Ѫ] dal glagolitico Ⱙ [lettera sconosciuta +Ⱔ]. La lettera sconosciuta sembra una Ⰷ capovolta o una modifica di Ⱖ. |
| Я я; Я я           | variazione di Ѧ                                    | JA (ya)                           | /ja/          | È una "ia" di schianto: è un dittongo. Una lettera che indicava lo stesso suono è Ѧ, ѧ dal glagolitico Ⱔ (derivato a sua volta dal greco ε e indicante la "e" aperta e nasalizzata /ɛ̃/), a cui si aggiunge Ѩ, ѩ come legatura [І + Ѧ] (a sua volta derivato da una legatura che modifica Ⱔ in glagolitico con cui si otteneva /jɛ̃/). |

A queste lettere si aggiungono i cluster arcaici e già spariti prima del 1750 /ks/ Ѯ ѯ, originata dal greco Ξ, e /ps/ Ѱ ѱ, originata dal greco Ψ.
Quanto alla palatalizzazione, avviene con quasi tutte le consonanti dell'alfabeto russo e in IPA vengono trascritte con la piccola "j" scritta come apice. La /n/ palatalizzata tende a diventare una "gn" di gnomo, mentre /ts, ʂ, ʐ/ non si palatalizzano mai, come anche /tɕ, ɕː/ perché già palatalizzate. Anche la semivocale /j/ non si palatalizza mai. Quanto a tutte le altre lettere in russo, quando si palatalizzano si pronunciano con la punta della lingua già in posizione di "gn" di gnomo. Quelle che subiscono una mutazione fonologica molto vistosa e di grande interesse sono suoni come /t/ e /d/: la /tʲ/ è una "t" di tavolo sorda ma pronunciata con la punta della lingua come "gn" di gnomo. La L scura resta enfatica, ma l'enfasi viene data qui dalla palatalizzazione, quindi un diverso tipo di sporgenza della lingua. L'ultima mutazione vistosa riguarda /k, g, x/: sono pronunciate con la lingua molto sporgente in avanti, in una posizione che si individua pronunciando alla massima velocità "ke-ki-ke-ki-ke-ki-ke-ki" lasciando la lingua libera di muoversi, paragonabile con la posizione standard ("ko-ku-ko-ku-ko-ku-ko-ku").
Quanto alla defonologizzazione, se /b/, /d/, /ɡ/, /v/, /z/, e /ʐ/ (anche palatalizzati) compaiono a fine parola e la parola successiva inizia con una consonante sorda, si defonologizzano, cioè perdono la vibrazione delle corde vocali. Un fenomeno simile avviene anche in tedesco.
Quanto all'accento tonico, viene indicato con l'accento acuto in un buon dizionario. La posizione giusta dell'accento, che può cadere su ogni sillaba e da cui derivano le riduzioni vocaliche, si sbroglia proprio consultando un buon dizionario.

## Grammatica
Il russo possiede 3 generi (maschile, femminile e neutro) e 2 numeri (singolare e plurale). Appare subito la grande differenza del russo dalle lingue romanze: il russo possiede 6 casi (падежи, padeži):
| Caso        | Nome russo         | Risponde a                                                         | Esempio russo         | Esempio italiano           |
| ----------- | ------------------ | ------------------------------------------------------------------ | --------------------- | -------------------------- |
| Nominativo  | Именительный падеж | (soggetto) Chi? Che cosa? "Кто? Что?" (soggetto)                   | Иван читает           | Ivan legge                 |
| Genitivo    | Родительный падеж  | (complemento di specificazione) Di chi? Di che cosa? "Кого? Чего?" | Книга Ивана           | Il libro di Ivan           |
| Dativo      | Дательный падеж    | (complemento di termine) A chi? A che cosa? "Кому? Чему?"          | Я давал книгу Ивану   | Ho dato il libro a Ivan    |
| Accusativo  | Винительный падеж  | (compl. ogg., moto a luogo,...) Chi? Che cosa? "Кого? Что?"        | Я вижу Ивана          | Vedo Ivan                  |
| Strumentale | Творительный падеж | (compl. di mezzo e compagn.,...) Da chi? Con che cosa? "Кем? Чем?" | Книга написана Иваном | Il libro è scritto da Ivan |
| Prepositivo | Предложный падеж   | (compl. argomento, stato in luogo,...) "(О) ком? (О) чём?"         | Говорю об Иване       | Parlo di Ivan              |

Per la maggior parte si tratta degli stessi casi del protoindoeuropeo, con l'eccezione del vocativo, caduto in disuso, e del prepositivo, utilizzato sia nella lingua russa sia in alcune altre lingue slave. Il genere maschile si distingue fondamentalmente per la presenza di consonante finale dura al nominativo singolare, mentre solitamente i sostantivi femminili terminano in -a/я e i neutri in -о/е/ё (con l'eccezione di "кофе", "caffè", che invece è maschile): Nom друг - drug (“amico”; Gen друга - druga); Nom мама - mama (“mamma”; Gen мамы - mamy); Nom озеро - ozero (“lago”; Gen озера - ozera).
Il genere dei sostantivi che terminano in -ь può essere o maschile o femminile (di norma non è possibile stabilire a priori il genere di tali sostantivi).
Al caso accusativo nasce una differenza nei nomi maschili in consonante dura al nominativo singolare. I nomi indicanti esseri viventi animati si comportano diversamente dagli oggetti inanimati; questo accade in quasi tutte le lingue slave. I maschili senza vocale finale al nominativo singolare indicanti enti animati prendono all'accusativo la desinenza del genitivo, mentre se indicano enti inanimati rimangono invariati rispetto al nominativo. Gli altri generi possiedono desinenze proprie.
Nei nomi del secondo gruppo esiste un secondo genitivo, chiamato partitivo e un altro tipo di prepositivo o locativo usato con la preposizione в (v) in:
- genitivo: сахара (sahara), dello zucchero; partitivo: сахару (saharu), dello/un po' di zucchero.
- prepositivo: о лесе (o lese), a proposito del bosco; locativo: в лесу (v lesu), nel bosco[56].

Nello slavo antico e nel russo medievale, dai quali il russo moderno deriva, esisteva anche il caso vocativo (звонительный падеж), che, come in tutte le altre lingue in cui esso si è conservato, veniva usato per rivolgersi a una persona richiamandone l'attenzione. Nel russo moderno, propriamente persistono residui di questo antico caso in ambito religioso: "Боже" (Bože < "Бог", "Dio"), "Господи" (Gospodi < "Господь", "Signore") e "Марие Богородице" (Marie Bogorodice < "Maria madre di Dio"). Alcuni linguisti hanno ripreso l'uso di questo caso per spiegare una tendenza del russo moderno di chiamare alcune persone (nomi di persona o altro) troncando la vocale finale:
- Nominativo: мама (mama), mamma; Vocativo: мам (mam), "mamma!".

La presenza dei pronomi personali viene sempre richiesta nella lingua scritta, mentre nella parlata essi tendono a essere omessi in presenza di verbi al presente e al futuro, che, come in italiano, presentano desinenze differenti a seconda della persona; sono invece sempre richiesti al passato, dove i verbi cambiano solo a seconda del genere del soggetto: я взял (ja vzjal) “ho preso (maschile)” - я взяла (ja vzjalá) “ho preso (femminile)”.
Un'altra peculiarità del russo (e delle lingue slave in generale) riguarda il sistema verbale: un verbo si coniuga in:
- cinque modi, di cui due finiti (indicativo e imperativo) e tre indefiniti (infinito, participio e gerundio); il congiuntivo-condizionale ha una forma perifrastica;
- tre tempi: passato, presente e futuro;
- due aspetti: imperfettivo e perfettivo.

L'aspetto è una proprietà verbale molto precisa. L'aspetto imperfettivo (несовершенный вид, nesoveršennyj vid) qualifica un'azione non conclusa, il perdurare dell'azione o il ripetersi dell'azione stessa; l'aspetto perfettivo (совершенный вид, soveršennyj vid) indica un'azione conclusa, terminata, non ripetuta nel tempo. Il primo possiede tutti i tempi, il secondo possiede i tempi passato e futuro.
Il più delle volte uno stesso verbo possiede due forme distinte, una di aspetto imperfettivo, l'altra di aspetto perfettivo, che insieme formano una coppia aspettuale (видовая пара, vidovaja para). Le due forme si distinguono per mezzo di prefissi, infissi o cambiamenti di radice: я писал письмо (ja pisal pis'mo), “scrivevo, stavo scrivendo una lettera” - я написал письмо (ja napisal pis'mo), “ho scritto, scrissi una lettera”.
Esistono poi coppie aspettuali formate da verbi derivati da radici diverse e verbi che non formano coppie aspettuali; in questo caso il verbo può essere di aspetto solo imperfettivo o solo di aspetto perfettivo.
Il sistema aspettuale supplisce perfettamente alla scarsa espressività di quello temporale, che si limita a indicare solo se l'azione è avvenuta nel passato, nel presente o nel futuro.

### Declinazione singolare dei sostantivi
maschile
|      | fabbrica | allievo  | cavallo | museo  |
| ---- | -------- | -------- | ------- | ------ |
| NOM. | завод    | ученик   | конь    | музей  |
| GEN. | завода   | ученика  | коня    | музея  |
| DAT. | заводу   | ученику  | коню    | музею  |
| ACC. | завод    | ученика  | коня    | музей  |
| STR. | заводом  | учеником | конëм   | музеем |
| PRE. | заводе   | ученике  | коне    | музее  |

neutro
|      | villaggio | mare  | edificio |
| ---- | --------- | ----- | -------- |
| NOM. | село      | море  | здание   |
| GEN. | села      | моря  | здания   |
| DAT. | селу      | морю  | зданию   |
| ACC. | село      | море  | здание   |
| STR. | селом     | морем | зданием  |
| PRE. | селе      | море  | здании   |

femminile
|      | parete | paesino  | esercito | notte |
| ---- | ------ | -------- | -------- | ----- |
| NOM. | стена  | деревня  | армия    | ночь  |
| GEN. | стены  | деревни  | армии    | ночи  |
| DAT. | стене  | деревне  | армии    | ночи  |
| ACC. | стену  | деревню  | армию    | ночь  |
| STR. | стеной | деревней | армией   | ночью |
| PRE. | стене  | деревне  | армии    | ночи  |

### Declinazione plurale dei sostantivi
maschile
|      | fabbriche | allievi   | cavalli | musei   |
| ---- | --------- | --------- | ------- | ------- |
| NOM. | заводы    | ученики   | кони    | музеи   |
| GEN. | заводов   | учеников  | коней   | музеев  |
| DAT. | заводам   | ученикам  | коням   | музеям  |
| ACC. | заводы    | учеников  | коней   | музеи   |
| STR. | заводами  | учениками | конями  | музеями |
| PRE. | заводах   | учениках  | конях   | музеях  |

neutro
|      | villaggi | mari   | edifici  |
| ---- | -------- | ------ | -------- |
| NOM. | сёла     | моря   | здания   |
| GEN. | сёл      | морей  | зданий   |
| DAT. | сёлам    | морям  | зданиям  |
| ACC. | сёла     | моря   | здания   |
| STR. | сёлами   | морями | зданиями |
| PRE. | сёлах    | морях  | зданиях  |

femminile
|      | pareti  | paesini   | eserciti | notti  |
| ---- | ------- | --------- | -------- | ------ |
| NOM. | стены   | деревни   | армии    | ночи   |
| GEN. | стен    | деревень  | армий    | ночей  |
| DAT. | стенам  | деревням  | армиям   | ночам  |
| ACC. | стены   | деревни   | армии    | ночи   |
| STR. | стенами | деревнями | армиями  | ночами |
| PRE. | стенах  | деревнях  | армиях   | ночах  |

### Declinazione singolare degli aggettivi
|             | genere                          | tema duro TONICO                  | tema duro ATONO                      | tema dolce                              | tema in к г х TONICO           | tema in к г х ATONO         | tema in ж ч ш щ TONICO            | tema in ж ч ш щ ATONO             |
| ----------- | ------------------------------- | --------------------------------- | ------------------------------------ | --------------------------------------- | ------------------------------ | --------------------------- | --------------------------------- | --------------------------------- |
| Nominativo  | - maschile - femminile - neutro | - молодой - молодая - молодое     | - красивый - красивая - красивое     | - искренний - искренняя - искреннее     | - плохой - плохая - плохое     | - тихий - тихая - тихое     | - большой - большая - большое     | - хороший - хорошая - хорошее     |
| Genitivo    | - maschile - femminile - neutro | - молодого - молодой - молодого   | - красивого - красивой - красивого   | - искреннего - искренней - искреннего   | - плохого - плохой - плохого   | - тихого - тихой - тихого   | - большого - большой - большого   | - хорошего - хорошей - хорошего   |
| Dativo      | - maschile - femminile - neutro | - молодому - молодой - молодому   | - красивому - красивой - красивому   | - искреннему - искренней - искреннему   | - плохому - плохой - плохому   | - тихому - тихой - тихому   | - большому - большой - большому   | - хорошему - хорошей - хорошему   |
| Accusativo  | - maschile - femminile - neutro | - молодой/ого - молодую - молодое | - красивый/ого - красивую - красивое | - искренний/его - искреннюю - искреннее | - плохой/ого - плохую - плохое | - тихий/ого - тихую - тихое | - большой/ого - большую - большое | - хороший/его - хорошую - хорошее |
| Strumentale | - maschile - femminile - neutro | - молодым - молодой - молодым     | - красивым - красивой - красивым     | - искренним - искренней - искренним     | - плохим - плохой - плохим     | - тихим - тихой - тихим     | - большим - большой - большим     | - хорошим - хорошей - хорошим     |
| Prepositivo | - maschile - femminile - neutro | - молодом - молодой - молодом     | - красивом - красивой - красивом     | - искреннем - искренней - искреннем     | - плохом - плохой - плохом     | - тихом - тихой - тихом     | - большом - большой - большом     | - хорошем - хорошей - хорошем     |

### Declinazione plurale degli aggettivi
|             | tema duro TONICO | tema duro ATONO | tema dolce   | tema in к г х TONICO | tema in к г х ATONO | tema in ж ч ш щ TONICO | tema in ж ч ш щ ATONO |
| ----------- | ---------------- | --------------- | ------------ | -------------------- | ------------------- | ---------------------- | --------------------- |
| Nominativo  | молодые          | красивые        | искренние    | плохие               | тихие               | большие                | хорошие               |
| Genitivo    | молодых          | красивых        | искренних    | плохих               | тихих               | больших                | хороших               |
| Dativo      | молодым          | красивым        | искренним    | плохим               | тихим               | большим                | хорошим               |
| Accusativo  | молодые/ых       | красивые/ых     | искренние/их | плохие/их            | тихие/их            | большие/их             | хорошие/их            |
| Strumentale | молодыми         | красивыми       | искренними   | плохими              | тихими              | большими               | хорошими              |
| Prepositivo | молодых          | красивых        | искренних    | плохих               | тихих               | больших                | хороших               |

### Sintassi
Un'altra particolarità del russo è che l'ordine dei suoi costituenti è quasi completamente libero. Nonostante la forma a cui ci si attiene nella maggior parte delle frasi sia quella Soggetto-Verbo-Oggetto, spesso possono capitare frasi in cui l'ordine è modificato a seconda dell'enfasi che si vuol dare alle diverse parti della frase: эту девушку увидел Антон (ètu devušku uvidel Anton) si traduce “Questa ragazza, l'ha vista Anton”. Ciò avviene perché spesso la presenza dei casi rende l'ordine delle parole non importante per stabilire la funzione della parola nella frase. Ciononostante il russo viene considerato una lingua SVO.

### Possesso
In russo esiste il verbo avere (иметь), ma ha un uso molto limitato. Al suo posto si usa il costrutto у (меня) есть, che significa letteralmente "presso di (me) c'è":
- У меня есть машина - Io ho la/una macchina (ricordiamo che in russo non esiste l'articolo);
- У него есть сестра - Lui ha una sorella (него è il corrispettivo di III persona singolare maschile di меня);
- У неё есть кот - Lei ha un gatto;

Di seguito l'elenco completo di tutte le forme:
- У меня есть ;
- У тебя есть ;
- У него/неё есть (in questo caso il neutro è identico al maschile);
- У нас есть ;
- У вас есть ;
- У них есть ;

Al contrario, per dire che non si possiede qualcosa si usa la struttura У (меня) нет + genitivo :
У меня есть деньги → У меня нет денег (Ho i soldi - Non ho i soldi)
N.B = деньги ("soldi", "denaro") è un sostantivo difettivo, in quanto possiede solamente la forma del plurale

### Verbi (глаголы)
Il sistema verbale del russo è abbastanza complesso. Come la maggior parte delle lingue slave, anche il russo possiede due aspetti verbali, ossia l'imperfettivo e il perfettivo : il primo (spesso contraddistinto da prefissi) descrive azioni di durata imprecisata, che si ripetono nel tempo oppure che durano a lungo, il secondo descrive azioni delimitate nel tempo, azioni momentanee oppure l'inizio e la fine di un'azione.
Di seguito alcuni esempi (l'imperfettivo è indicato in grassetto):
- делать-сделать (fare);
- думать-подумать (pensare);
- повторить-повторять (ripetere);
- читать-прочитать (leggere);
- отдохнуть-отдыхать (riposarsi)
- помнить-запомнить (ricordarsi)
- говорить-поговорить (parlare)

I verbi sono raggruppati in due coniugazioni (первое и второе спряжение), che si distinguono in base alle desinenze del presente, mentre il passato, come indicato più avanti, è uguale per entrambe.

### Il verbo быть (essere)
Al presente esiste una forma del verbo essere che rimane invariata per ogni persona, e si traduce con "esserci" → есть ;
- Хлеб есть ? - Да, есть. / C'è del pane ? - Sì, c'è.
- Антон есть ? - Нет не есть. /C'è Anton ? - No, non c'è.

### Il presente
Generalmente si forma togliendo la terminazione dell'infinito -ть, e aggiungendo le seguenti desinenze personali (quelle indicate in grassetto appartengono alla seconda coniugazione) : -у/-ю,-ешь/-ишь,-т/-ет/-ует/-ит,-ем/-им,-ете/-ите,-ют/-ут/-ят.
Esempio col verbo читать (leggere) e говорить (parlare), I e II coniugazione:
|                         | читать  | говорить |
| ----------------------- | ------- | -------- |
| я (io)                  | читаю   | говорю   |
| ты (tu)                 | читаешь | говоришь |
| он, оно, она (lui, lei) | читат   | говорит  |
| мы (noi)                | читаем  | говорим  |
| вы (voi)                | читаете | говорите |
| они (essi)              | читают  | говорят  |

Tuttavia alcuni verbi (indipendentemente dalla coniugazione d'appartenenza) possono cambiare una consonante presente nella radice dell'infinito, talvolta solo alla prima persona singolare ma altre anche per tutta la coniugazione. Di seguito alcuni esempi:
verbo сказать (dire), I coniugazione (alternanza a tutte le persone, da -з- a -ж-):
|     | сказать |
| --- | ------- |
| я   | скажу   |
| ты  | скажешь |
| он  | скажет  |
| мы  | скажем  |
| вы  | скажете |
| они | скажут  |

verbo носить (portare), II coniugazione (alternanza solo alla prima persona singolare,da -с- a -ш-):
|     | носить |
| --- | ------ |
| я   | ношу   |
| ты  | носишь |
| он  | носит  |
| мы  | носим  |
| вы  | носите |
| они | носят  |

verbo искать (cercare), I coniugazione (da -ск- a -щ-):
|     | искать |
| --- | ------ |
| я   | ищу    |
| ты  | ищешь  |
| он  | ищет   |
| мы  | ищем   |
| вы  | ищете  |
| они | ищут   |

### Verbi con infinito in -овать, -евать e -авать
Nella coniugazione del presente questi verbi rimuovono la desinenza -овать / -евать / -авать , aggiungendo normalmente le desinenze del presente:
Esempi (танцевать 'ballare', рисовать 'disegnare', давать 'dare', узнавать 'venire a sapere/conoscere');
|     | танцевать | рисовать | давать | узнавать |
| --- | --------- | -------- | ------ | -------- |
| я   | танцую    | рисую    | даю    | узнаю    |
| ты  | танцуешь  | рисуешь  | даёшь  | узнаёшь  |
| он  | танцует   | рисует   | даёт   | узнаёт   |
| мы  | танцуем   | рисуем   | даём   | узнаём   |
| вы  | танцуете  | рисуете  | даёте  | узнаёте  |
| они | танцуют   | рисуют   | дают   | узнают   |

### Verbi "difettivi"
Esiste una categoria di verbi che possiede caratteristiche particolari, ossia utilizza desinenze di entrambe le coniugazioni per le varie persone, ma può anche formarne di proprie. Un esempio è il verbo есть (mangiare), e si coniuga come segue:
|     | есть  |
| --- | ----- |
| я   | ем    |
| ты  | ешь   |
| он  | ест   |
| мы  | едим  |
| вы  | едите |
| они | едят  |

### Il passato
Paragonato a quello italiano, il tempo passato in russo è molto più semplificato, poiché ne esiste soltanto uno, e si forma nel seguente modo : dall'infinito del verbo si toglie la desinenza -ть e si aggiunge -л/-ла/-ло/-ли (a seconda del genere del soggetto):
Esempio (говорить, parlare, II coniugazione)
- я говорил/говорила
- ты говорил/говорила
- он говорил/оно говорило/она говорила
- мы говорили
- вы говорили
- они говорили

Al passato esiste anche il verbo essere (быть), che invece al presente è presente nella sola forma есть :
- я был/была
- ты был/была
- он был/оно было/она была
- мы были
- вы были
- они были

### Il passato del verbo идти ('andare')
Questo verbo, della I coniugazione, forma il passato in modo completamente irregolare:
|            | идти        |
| ---------- | ----------- |
| я          | шёл         |
| ты         | шёл         |
| он оно она | шёл шла шло |
| мы         | шли         |
| вы         | шли         |
| они        | шли         |

## Esempi

### Numeri
Numeri cardinali (caso nominativo):
- 1 один (odin) (m), одна (odna) (f), однo (odno) (n); раз (raz)
- 2 два (dva) (m, n), две (dve) (f)
- 3 три (tri)
- 4 четыре (četyre)
- 5 пять (pjat')
- 6 шеcть (šest')
- 7 семь (sem')
- 8 восемь (vosem')
- 9 девять (devjat')
- 10 десять (desjat')
- 11 одиннадцать (odinnadcat')
- 12 двенадцать (dvenadcat')
- 13 тринадцать (trinadcat')
- 14 четырнадцать (četyrnadcat')
- 15 пятнадцать (pjatnadcat')
- 16 шестнадцать (šestnadcat')
- 17 семнадцать (semnadcat')
- 18 восемнадцать (vosemadcat')
- 19 девятнадцать (devjatnadcat')
- 20 двадцать (dvadcat')

- 21 двадцать один (dvadcat' odin)
- 22 двадцать два (dvadcat' dva)
- 30 тридцать (tridcat')
- 40 сорок (sorok)
- 50 пятьдесят (pjat'desjat)
- 60 шестьдесят (šest'desjat)
- 70 семьдесят (sem'desjat)
- 80 восемьдесят (vosem'desjat)
- 90 девяносто (devjanosto)
- 100 сто (sto)
- 200 двести (dvesti)
- 300 триста (trista)
- 400 четыреста (četyresta)
- 500 пятьсот (pjat'sot)
- 600 шестьсот (šest'sot)
- 700 семьсот (sem'sot)
- 800 восемьсот (vosem'sot)
- 900 девятьсот (devjat'sot)
- 1 000 тысяча (tysjača)
- 1 000 000 миллион (million)
- 1 000 000 000 миллиард (milliard)

Dal 20 in poi i numeri vengono formati semplicemente ponendo l'unità dopo la decina (ad esempio 43 è «сорок три», «40 3»). Per formare i multipli di migliaia, milioni e miliardi si fa precedere il nome dell'unità prima di тысяча, миллион o миллиард: 2 761 si legge две тысячи семьсот шестьдесят один.
Quando il numerale esprime una quantità, dopo один, одна e однo (anche nei numeri più grandi di 20 che terminano con 1) si utilizza il nominativo singolare; dopo два, две, три e четыре (anche nei numeri più grandi di 20 che terminano con 2, 3 o 4) si usa il genitivo singolare; negli altri casi si usa il genitivo plurale. Ad esempio:
- двадцать одна книга (ventuno libri);
- двадцать две книги (ventidue libri);
- двадцать пять книг (venticinque libri).

Se il numerale è un complemento, viene declinato a seconda del caso grammaticale richiesto dalla preposizione. Ad esempio:
- с пяти до шести (dalle cinque alle sei; i numerali sono al caso genitivo perché le preposizioni с e до sono sempre seguite dal genitivo).

### Fraseologia
- Russo: Русский (Rússkij)
- Ciao [di incontro]: Привет (Privét)
- Ciao [di congedo]: Пока (Paká) - Пока Пока (Paká Paká)
- Salve: Здравствуйте (Zdrávstvujte)
- Arrivederci: До свидания (Do svidánija)
- Grazie: Спасибо (Spasíbo)
- A domani : До завтра (Do závtra)
- Per favore - Prego: Пожалуйста (Požálujsta)
- Come stai? - Come va?: Как (твои / у тебя) дела? (Kak (tvoí / u tebjá) delá?)
- Come sta? - Come va?: Как (Ваши / у Вас) дела? (Kak (Váši / u Vas) delá?)
- Bene: Хорошо (Horošó)
- Male: Плохо (Plóho)
- Sì: Да (Da)
- No: Нет (Net)
- (Non) Capisco: Я (не) понимаю (Ja (ne) ponimáju)
- Come ti chiami?: Как тебя зовут? (Kak tebjá zovút?)
- Come Si chiama?: Как Вас зовут? (Kak Vas zovút?)
- Mi chiamo Igor': Меня зовут Игорь (Menjá zovút Ígor)
- Che ore sono?: Сколько (сейчас) времени? (Skól'ko (sejčás) vrémeni?); Который час? (Kotóryj čas?)
- Sono le tre: Сейчас три (часа) (Sejčás tri (časá))

### Padre Nostro
Esistono due versioni del Padre nostro: una prettamente ortodossa in slavo ecclesiastico e una corrispondente al Padre nostro protestante.
Oтче наш

иже еси на небесех,

да святится имя Твое,

да приидет царствие Твое,

да будет воля Твоя

яко на небеси и на земли.

Хлеб наш насущный даждь нам днесь

и остави нам долги наша

якоже и мы оставляем должником нашим

и не введи нас во искушение

но избави нас от лукаваго.

Аминь.
Traslitterazione latina:
Otče naš

iže esi na nebeseh,

da svjatitsja imja Tvoe,

da priidet сarstvie Tvoe,

da budet volja Tvoja

jako na nebesi i na zemli.

Hleb naš nasuščnyj dažd' nam dnes'

i ostavi nam dolgi naša

jakože i my ostavljaem dolžnikom našim

i ne vvedi nas vo iskušenie

no izbavi nas ot lukavago.

Amin'.
Отче наш, сущий на небесах,

да святится имя Твоё,

да придёт царствие Твоё,

да будет воля Твоя

и на земле как на небе.

Хлеб нас насущный дай нам на сей день

и прости нам долги наши

как и мы прощаем должникам нашим

и не введи нас в искушение

но избавь нас от лукавого.

Ибо Твоё царство и сила и слава во веки веков.

Аминь.
Traslitterazione latina:
Otče naš, suščij na nebesah,

da svjatitsja imja Tvoë,

da pridët сarstvie Tvoë,

da budet volja Tvoja

i na zemle kak na nebe.

Hleb naš nasuščnyj daj nam na sej den'

i prosti nam dolgi naši

kak i my proščaem dolžnikam našim

i ne vvedi nas v iskušenie

no izbav' nas ot lukavogo.

Ibo Tvoë сarstvo i sila i slava vo veki vekov.

Amin'.
Trascrizione fonetica IPA:
ˈottʆə nɑʃ ˈsuʆʆɪj nʌ nʲɪbʲɪˈsɑx

dʌ svʲɪˈtʲitʦə ˈiːmʲʌ tvʌˈjo

dʌ pɾʲɪˈdʲot ˈʦɑɾstvʲɪjə tvʌˈjo

dʌ ˈbuːdʲɪt ˈvoːlʲʌ tvʌˈjɑ

i nʌ zʲɪˈmlʲe kɑk nʌ ˈnʲeːbʲə

ˈxlʲep nɑʃ nʌˈsuʆʆnɪj dɑj ˈnɑm nʌ sʲej ˈdʲenʲ

i pɾʌsʲˈtʲi nɑm dʌɫˈgʲi ˈnɑːʃɪ

kɑk i ˈmɨ pɾʌʆˈʆɑjɪm dʌɫʒnʲɪˈkɑm ˈnɑːʃɪm

i nʲɪ vvʲɪˈdʲi nɑs vɪskuˈʃeːnʲɪjə

no izˈbɑfʲ nɑs ʌt ɫuˈkɑːvʌvʌ

ˈiːbə tvʌˈjo ˈʦɑɾstvʌ i ˈsʲiːɫʌ i ˈsɫɑːvʌ vʌ vʲɪˈkʲi vʲɪˈkof

## Premi Nobel per la letteratura in lingua russa

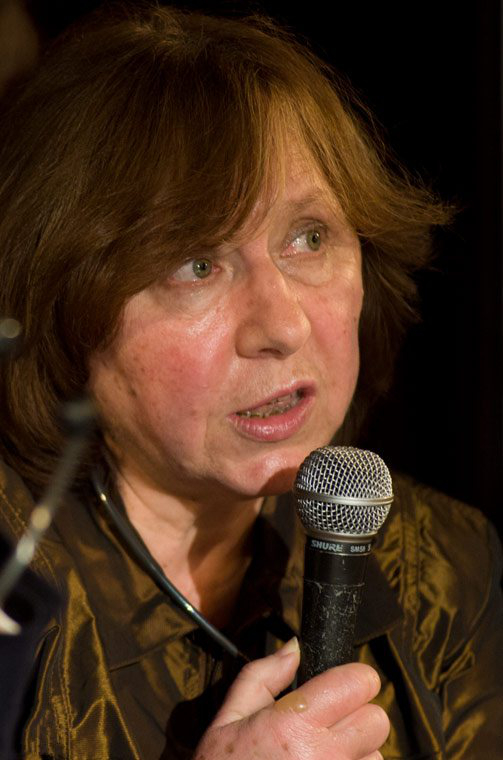
Svjatlana Aleksievič, premio Nobel per la letteratura (2015).

- Ivan Alekseevič Bunin (1933,  Unione Sovietica)
- Boris Leonidovič Pasternak (1958,  Unione Sovietica, premio rifiutato)
- Michail Aleksandrovič Šolochov (1965,  Unione Sovietica)
- Aleksandr Isaevič Solženicyn (1970,  Unione Sovietica)
- Iosif Aleksandrovič Brodskij (1987,  Unione Sovietica /  Stati Uniti)
- Svjatlana Aleksievič (2015,  Bielorussia)

### Grammatiche e corsi
- P.G. Sperandeo, Manualetto della lingua russa, Seconda edizione, Milano, Hoepli, 1906
(ristampa anastatica: Milano, Cisalpino-Goliardica, 1988, ISBN 88-205-0595-9)
- Alfredo Polledro e Rachele Gutman-Polledro, Grammatica russa teorico-pratica, Torino, S. Lattes & C., 1917 (ultima riedizione 1972)
- Nina Potapova, Grammatica russa (a cura di Ignazio Ambrogio), Roma, Editori Riuniti, 1957
- Ettore Lo Gatto, Grammatica della lingua russa, Milano, Signorelli, 1963
- Peter Norman, Russkij jazyk bystro i uspesno: la lingua russa presto e bene, Firenze, Valmartina, 1964
- Salvatore Petix, Grammatica della lingua russa, Milano, Signorelli, 1965
- L. Muravjova, I verbi di moto in russo, Mosca, Russkij jazyk, 1976
- E.M. Stepanova, Il russo per tutti (3 voll.), Mosca, Russkij jazyk, 1979
- A. Lyanova, N. Kalmikova, Avviamento alla conoscenza della lingua russa, Milano, Hoepli, 1980, ISBN 88-203-0059-1
- I.M. Pul'kina, Breve prontuario della grammatica russa, Mosca, Russkij jazyk, 1981
- Ljudmila Grieco, Lucetta Negarville, Rossana Platone, Diciamolo in russo. Corso televisivo di lingua russa (2 voll.), Torino, Nuova ERI Edizioni Rai
- R.V. Makoveckaja, L.B. Trušina, Il russo. Corso elementare (a cura di D.E. Rosental),
Quarta edizione riveduta e aggiornata, Mosca, Russkij jazyk, 1988
- E. Vasilenko, E. Lamm, Impariamo il russo, Genova, Edest, 1988
- Nikolai Mikhailov, Michael Yevzlin, Roberto Antoniolli, Elementi fondamentali della grammatica russa. Morfologia (a cura di Sergio Pescatori),
Trento, Edizioni di Michael Yevzlin (M.Y.), 1992
- Ludmila Koutchera Bosi, Il russo oggi, Milano, LED, 1994, ISBN 88-7916-042-7
- J.A. Dobrovol'skaja, Il russo per italiani, Venezia, Cafoscarina, 1988
- J.A. Dobrovol'skaja, ABC della traduzione, Venezia, Cafoscarina, 1993
- J.A. Dobrovol'skaja, Grammatica russa, Milano, Hoepli, 2000
- Ju.G. Ovsienko, Il russo. Corso base, Roma, Il Punto, 2002
- S.A. Chavronina, A.I. Širočenskaja, Il russo. Esercizi, Roma, Il Punto, 2007
- Erica Tancon e Maria Chiara Pesenti, Grammatica russa, Bologna, Zanichelli, 2008
- Natalia Nikitina, Esercizi di lingua russa. Morfologia: livello avanzato. Con soluzioni, Milano, Hoepli, 2015, ISBN 978-88-203-5959-1
- John Langran, Natalia Vešnieva, Dario Magnati, Molodez! Parliamo russo. Corso comunicativo di lingua russa, Milano, Hoepli, (3 voll.)

1. Livello A1, 2011, ISBN 978-88-203-4929-5
2. Livello A2, 2012, ISBN 978-88-203-4930-1
3. Livello B1, 2014, ISBN 978-88-203-6296-6

- Tatiana Tishchenko, Instant Russo, Milano, Gribaudo, 2018, ISBN 978-88-580-2109-5
- Iuliia Kucherovska, Ах, ҝак просто! Russo semplice e veloce, Milano, Hoepli, 2018, ISBN 978-88-203-8544-6
- Claudia Cevese, Julia Dobrovolskaja, Emilia Magnanini, Grammatica russa. Manuale di teoria, Milano, Hoepli, 2018, ISBN 978-88-203-8543-9

### Lingua e cultura
- Daniela Bonciani, Raffaella Romagnoli, Natalia Smykunova, Mir Tessen. Fondamenti di cultura russa, Milano, Hoepli, 2015, ISBN 978-88-203-7200-2

### Frasari
- Scribedit, Parole per viaggiare. Russo, Bologna, Zanichelli, ISBN 978-88-08-32784-0
- Boris Lohov, Bruno Valmartina, Parliamo russo, Firenze, Valmartina, 1956

### Dizionari
- Vladimir Kovalev, Dizionario Russo-Italiano Italiano-Russo, Bologna, Zanichelli, ISBN 978-88-08-19381-0 (Versione base)
- Vladimir Kovalev, Il Kovalev minore. Dizionario Russo-Italiano Italiano-Russo, Bologna, Zanichelli, ISBN 978-88-08-16602-9 (Versione base)
- Edigeo, Russo compatto. Dizionario Russo-Italiano Italiano-Russo, Bologna, Zanichelli, ISBN 978-88-08-10330-7
- Edigeo, Russo essenziale. Dizionario Russo-Italiano Italiano-Russo, Bologna, Zanichelli, ISBN 978-88-08-20340-3
- Edigeo, Il Mini di Russo. Dizionario Russo-Italiano Italiano-Russo, Bologna, Zanichelli, 978-8808-13807-1
- (a cura di) N.M. Shanski, Le 4000 parole più usate della lingua russa. Vocabolario elementare per stranieri (sussidiario per la scuola media), Mosca, Russkij jazyk, 1978